# Paola Cavalieri
Paola Cavalieri, née le 26 octobre 1950, est une philosophe italienne.

## Biographie
Paola Cavalieri est principalement connue pour avoir argumenté en faveur de l'extension des droits humains aux autres grands singes. Elle fonde en 1993 le Great Ape Project avec Peter Singer, qui revendique une déclaration des Nations unies des droits des grands singes,.  
Outre son activité d'autrice, elle a aussi édité la revue philosophique internationale Etica & Animali, qui publia 9 volumes entre 1988 et 1998. Elle publie en 2009 The death of the animal (La mort de l'animal).

## Livres
- Paola Cavalieri & Peter Singer (éds.), Le projet Grands Singes. L'égalité au-delà de l'humanité, traduction Marc Rozenbaum, One Voice, 2003.
- The Animal Question:  Why Nonhuman Animals Deserve Human Rights, New York, Oxford University Press, 2001  (ISBN 978-0-19-514380-5), d'abord publié en italien sous le titre La Questione Animale en 1999.
- Paola Cavalieri, The Death of the Animal, Columbia University Press, février 2009,  (ISBN 9780231145527)
- Paola Cavalieri, Philosophy and the Politics of Animal Liberation, 2016  (ISBN 978-1-137-52120-0)

## Idées discutées dans la presse
- (fr) Maintenir l'homme à part sans soumettre son statut au diktat des savoirs," Le Monde, 27 juin 2003.
- (fr) Great apes deserve life, liberty and the prohibition of torture", avec Peter Singer, dans The Guardian, le 27 mai 2006.
- (fr) Spain to regard apes as ‘legal persons’." du 9 juin 2006 basé sur le travail du Great Ape Project, fondé en 1993 par Peter Singer et Paola Cavalieri